# موزه هنرهای ترکی و اسلامی
موزه هنرهای ترکی و اسلامی (به ترکی استانبولی: Türk ve İslam Eserleri Müzesi) در میدان سلطان احمد در ناحیه فاتح شهر استانبول، ترکیه قرار دارد. ساختمان موزه در سال ۱۵۲۴ میلادی ساخته شده که پیشتر کاخ ابراهیم پاشای پارگایی همسر خدیجه سلطان و دومین وزیر ارشد سلیمان یکم بود. مجموعه موزه شامل نمونه‌های قابل توجهی از خوش‌نویسی در جهان اسلام، کاشی و فرش شرقی و همچنین مردم‌نگاری فرهنگ‌های مختلف ترکیه به خصوص عشایر می‌باشد.